# Velike Brusnice
Velike Brusnice este o localitate din comuna Novo mesto, Slovenia, cu o populație de 498 de locuitori.